# Chapelle Notre-Dame-des-Vertus de Nampty
La chapelle Notre-Dame-des-Vertus est située sur le territoire de la commune de Nampty, dans le département de la Somme, au sud d'Amiens.

## Historique
Une chapelle fut édifiée au Moyen Âge, la mention la plus ancienne de l'édifice date de 1175. La chapelle actuelle a été édifiée au XVIe siècle, son clocher date du XVIIIe siècle. C’est au XIXe siècle que la chapelle de Nampty acquiert sa notoriété avec le développement du culte marial ; la chapelle prit alors le nom de Notre-Dame des Vertus.  
La chapelle est située tout à côté d'un parc de pèlerinage avec un mémorial du souvenir érigé en 1934 ainsi qu'une pietà érigée en 1922. Une association née en 1986, « Foi et Pèlerinage », en a organisé la rénovation extérieure entre 2005 et 2010 et en assure aujourd’hui l’entretien.
La chapelle Notre-Dame-des-Vertus avec son parc mémoriel de Notre-Dame-des-Vertus, le calvaire du Souvenir 1914-1918 et la statue de la Vierge-aux-Sept-Douleurs font l'objet d'une inscription au titre des Monuments historique par arrêté du 12 décembre 2023.

## Caractéristiques
L'édifice est construit en brique et pierre ; son principal ornement extérieur est le clocher charpenté, recouvert d'ardoises et terminé en flèche.
À l’intérieur de la chapelle, les murs sont remplis d’ex-voto ; au dessus du maître-autel, dans une niche, se trouve une statue de la Vierge à l'enfant.